# Campionat de Copenhaguen de futbol
El Campionat de Copenhaguen de futbol fou una competició danesa de futbol que enfrontà clubs de la capital Copenhaguen entre 1889 i 1936. Durant molts anys fou el campionat més important del país, tot i que els seus campions no són considerats oficialment campions de Dinamarca.
El campionat començà amb la denominació, en danès, de Fodboldturneringen, literalment en català "El Torneig de Futbol", i es disputà durant 14 anys entre 1889 i 1903. Fou organitzat per l'Associació Danesa de Futbol.
A partir de 1903 el campionat fou organitzat per l'Associació de Futbol de Copenhaguen. Entre 1912 i 1927 serví per determinar el club de Copenhaguen que disputaria el campionat danès al campió de la resta del país. En tots aquests anys, el campió de la capital fou també campió nacional. De 1927 a 1936 coexistí amb la lliga danesa, amb els millors clubs de la ciutat competint en ambdues competicions.

## Fodboldturneringen

### Historial
| Any     | Campió       | Finalista        | Participants |
| ------- | ------------ | ---------------- | ------------ |
| 1889-90 | AB (1)       | KB               | 7            |
| 1890-91 | KB (1)       | AB               | 7            |
| 1891-92 | AB / KB / ØB |                  | 5            |
| 1892-93 | AB (2)       | KB               | 5            |
| 1893-94 | AB (3)       | KB               | 5            |
| 1894-95 | AB (4)       | KB               | 3            |
| 1895-96 | AB (5)       | KB               | 3            |
| 1896-97 | KB (2)       | AB               | 5            |
| 1897-98 | KB (3)       | AB               | 6            |
| 1898-99 | AB (6)       | B 93 / Frem / KB | 6            |
| 1899-00 | AB / B 93    |                  | 5            |
| 1900-01 | B 93 (1)     | AB / Frem        | 5            |
| 1901-02 | Frem (1)     | B 93             | 5            |
| 1902-03 | KB (4)       | Frem             | 5            |

### Palmarès
| Títols                               | Equip |
| ------------------------------------ | ----- |
| 6                                    | AB    |
| 4                                    | KB    |
| 1                                    | B 93  |
| 1                                    | Frem  |
| Nota: Títols compartits no inclosos. |       |

## Campionat de Copenhaguen

### Historial
| Any     | Campió      | Finalista   | Participants |
| ------- | ----------- | ----------- | ------------ |
| 1903-04 | Frem (1)    | KB          | 5            |
| 1904-05 | KB (1)      | B 93        | 6            |
| 1905-06 | B 93 (1)    | Frem        | 5            |
| 1906-07 | B 93 / KB   |             | 5            |
| 1907-08 | B 93 (2)    | AB          | 5            |
| 1908-09 | B 93 (3)    | AB          | 5            |
| 1909-10 | KB (2)      | Frem        | 5            |
| 1910-11 | KB (3)      | Frem        | 5            |
| 1911    | ØB (1) / KB | B 1903      | 6            |
| 1912    | KB (4)      | B 93        | 6            |
| 1912-13 | KB (5)      | B 93        | 6            |
| 1913-14 | KB (6)      | B 93 / Frem | 6            |
| 1914-15 | B 93 (4)    | KB          | 6            |
| 1915-16 | KB (7)      | B 93        | 6            |
| 1916-17 | KB (8)      | AB          | 6            |
| 1917-18 | KB (9)      | Frem        | 6            |
| 1918-19 | AB (1)      | B 93        | 7            |
| 1919-20 | B 1903 (1)  | KB          | 7            |
| 1920-21 | AB (2)      | B 1903      | 5            |
| 1921-22 | KB (10)     | Frem        | 5            |
| 1922-23 | Frem (2)    | B 93        | 5            |
| 1923-24 | B 1903 (2)  | KB          | 6            |
| 1924-25 | KB (11)     | AB          | 6            |
| 1925-26 | B 1903 (3)  | B 93        | 6            |
| 1926-27 | B 93 (5)    | B 1903      | 5            |
| 1927-28 | B 93 (6)    | AB          | 6            |
| 1928-29 | KB (12)     | Frem        | 6            |
| 1929-30 | B 93 (7)    | B 1903      | 6            |
| 1930-31 | B 1903 (4)  | KB          | 8            |
| 1931-32 | B 93 (8)    | B 1903      | 8            |
| 1932-33 | Frem (3)    | B 93 / KB   | 8            |
| 1933-34 | B 93 (9)    | KB          | 8            |
| 1934-35 | KB (13)     | B 1903      | 8            |
| 1935-36 | B 1903 (5)  | KB          | 8            |

### Palmarès
| Títols                                         | Equip  |
| ---------------------------------------------- | ------ |
| 13                                             | KB     |
| 9                                              | B 93   |
| 5                                              | B 1903 |
| 3                                              | Frem   |
| 2                                              | AB     |
| 1                                              | ØB     |
| Nota: 1906-07 no inclòs, 1911 només l'oficial. |        |